# لیزبرگ (اوهایو)
لیزبرگ (به انگلیسی: Leesburg) یک روستا در ایالات متحده آمریکا است که در شهرستان هایلند، اوهایو واقع شده‌است. لیزبرگ ۳٫۰۳ کیلومتر مربع مساحت و ۱٬۳۱۴ نفر جمعیت دارد و ۳۰۹ متر بالاتر از سطح دریا قرار دارد.